# Cherveix-Cubas
Cherveix-Cubas är en kommun i departementet Dordogne i regionen Nouvelle-Aquitaine i sydvästra Frankrike. Kommunen ligger i kantonen Hautefort som tillhör arrondissementet Périgueux. År 2022 hade Cherveix-Cubas 555 invånare.

## Befolkningsutveckling
Antalet invånare i kommunen Cherveix-Cubas
Referens:INSEE